# Георги Панов
Георги Панов Илиев е български лекар и общественик.

## Биография
Роден е на 23 юни 1877 г. в Разград. В 1894 г. завършва Разградското петокласно училище, а през 1897 г. и държавното Педагогическо трикласно училище в Шумен. Работи като начален учител в селата Кривня и Пороище. В периода 1913 – 1915 г. следва медицина в Женева. По време на Първата световна война се завръща в България и работи като медик в Разградската военна болница. След края на войната завършва висше медицинско образование в Софийския университет. От 1924 до 1932 г. работи като лекар на частна практика и училищен лекар в Разградска държавна смесена гимназия „Йосиф I“. Деец на Българско дружество Червен кръст. 
Умира на 6 февруари 1961 г.
Обявен е за почетен гражданин на Разград. Личният му архив се съхранява във фонд 118К в Държавен архив – Разград и се състои от 27 архивни единици, датирани от периода 1897 – 1961 г.